# Francisco Morales Bermúdez
Francisco Morales Bermúdez Cerruti (Lima, 4 ottobre 1921 – Lima, 14 luglio 2022) è stato un generale, politico e dittatore peruviano.

## Biografia
È stato ministro delle Finanze (1968) e ministro della Difesa della Repubblica Peruviana (1974-1975), poi presidente del Perù dal 30 agosto 1975 al 28 luglio 1980 a seguito di un colpo di Stato conosciuto come Tacnazo.
Il 17 gennaio 2017 la terza sezione della Corte d'assise di Roma lo ha condannato all'ergastolo nel corso del c.d. "processo Condor", pena poi confermata in Cassazione,  per la sparizione e l'omicidio plurimo aggravato di 23 italiani durante il suo governo, come parte dell'operazione Condor.
È morto a Lima il 14 luglio 2022, all'età di 100 anni.